# Jelle Vossen
Pour les articles homonymes, voir Vossen.
Jelle Vossen, né le 22 mars 1989 à Bilzen en Belgique, est un footballeur international belge qui joue au poste d'attaquant au SV Zulte Waregem, dont il est actuellement le capitaine.

## Biographie

### En club
En septembre 2009, il est prêté au Cercle Bruges KSV.
Lors de la saison 2010-2011 de la Jupiler Pro League, Jelle Vossen est de retour au KRC Genk. Le Limbourgeois explose complètement, puisque son compteur de buts affiche 13 buts au bout de seulement neuf journées. Lors de cette saison, il signe cinq doublés.
Le 19 janvier, il se classe troisième au classement du Soulier d'or derrière deux joueurs anderlechtois, Mbark Boussoufa, le lauréat, et Romelu Lukaku.
Le 30 août 2014, il est prêté avec option d'achat au club anglais du Middlesbrough FC. Après une saison en D2 anglaise où son club manque la montée, il est vendu à Burnley en juillet 2015 par Genk, qui est toujours propriétaire du joueur. Vossen ne s'éternise cependant pas chez les Clarets. Arrivé en juillet, le Diable Rouge ne joue que cinq rencontres, et signe au Club de Bruges en toute fin du mercato.
Il signe un contrat de cinq ans le liant au club brugeois jusqu'en 2020. Lors d'une interview, Jelle Vossen a révélé que son transfert s'était concrétisé en un temps record, les négociations entre le joueur et le club ayant débuté seulement deux jours avant la clôture du mercato. Il a également précisé que sa décision de revenir en Belgique était principalement motivée par des raisons familiales.
Ce transfert suscite la colère des supporters du KRC Genk, son club formateur, considérant son retour dans un club rival comme une trahison. Ces derniers ont exprimé leur mécontentement en déployant une banderole le qualifiant de "Judas". Dans un retournement ironique, Vossen inscrit son premier but sous les couleurs du Club Bruges lors de son retour à Genk, scellant une victoire 1-0 pour sa nouvelle équipe.

### En sélections nationales
Attaquant au KRC Genk, il fait ses débuts en équipe nationale, le 29 mai 2009, lors d'un match de la Coupe Kirin, Chili-Belgique (1-1).
Il marque son premier but en équipe nationale le 12 octobre 2010, contre l'Autriche, lors des éliminatoires de l'Euro 2012 (match nul 4-4 à Bruxelles).

## Statistiques

### En club
| Saison                | Club                     | Championnat           | Championnat | Championnat | Championnat | Coupe nationale | Coupe nationale | Coupe nationale | Coupe de la Ligue | Coupe de la Ligue | Coupe de la Ligue | Supercoupe | Supercoupe | Supercoupe | Compétition(s) continentale(s) | Compétition(s) continentale(s) | Compétition(s) continentale(s) | Compétition(s) continentale(s) | Autres compétitions | Autres compétitions | Autres compétitions | Autres compétitions | Total | Total | Total |
| Saison                | Club                     | Division              | M.          | B.          | P.d.        | M.              | B.              | P.d.            | M.                | B.                | P.d.              | M.         | B.         | P.d.       | Comp.                          | M.                             | B.                             | P.d.                           | Comp.               | M.                  | B.                  | P.d.                | M.    | B.    | P.d.  |
| 2006-2007             | KRC Genk                 | Divison 1             | 8           | 1           | 0           | -               | -               | -               | -                 | -                 | -                 | -          | -          | -          | -                              | -                              | -                              | -                              | -                   | -                   | -                   | -                   | 8     | 1     | 0     |
| 2007-2008             | KRC Genk                 | Divison 1             | 17          | 3           | 0           | 1               | 0               | 0               | -                 | -                 | -                 | -          | -          | -          | C1                             | 0                              | 0                              | 0                              | -                   | -                   | -                   | -                   | 18    | 3     | 0     |
| 2008-2009             | KRC Genk                 | Divison 1             | 20          | 4           | 3           | 5               | 2               | 1               | -                 | -                 | -                 | -          | -          | -          | -                              | -                              | -                              | -                              | -                   | -                   | -                   | -                   | 25    | 6     | 4     |
| 2009-2010             | KRC Genk                 | Divison 1             | 3           | 0           | 0           | -               | -               | -               | -                 | -                 | -                 | -          | -          | -          | C3                             | 0                              | 0                              | 0                              | PO2+BE              | -                   | -                   | -                   | 3     | 0     | 0     |
| 2010-2011             | KRC Genk                 | Divison 1             | 27          | 17          | 7           | 1               | 0               | 0               | -                 | -                 | -                 | -          | -          | -          | C3                             | 3                              | 4                              | 0                              | PO1                 | 10                  | 3                   | 1                   | 41    | 24    | 8     |
| 2011-2012             | KRC Genk                 | Divison 1             | 27          | 13          | 1           | 2               | 2               | 1               | -                 | -                 | -                 | 1          | 0          | 0          | C1                             | 10                             | 5                              | 1                              | PO1                 | 9                   | 7                   | 4                   | 49    | 27    | 7     |
| 2012-2013             | KRC Genk                 | Divison 1             | 25          | 16          | 5           | 6               | 4               | 0               | -                 | -                 | -                 | -          | -          | -          | C3                             | 11                             | 4                              | 2                              | PO1                 | 7                   | 1                   | 0                   | 49    | 25    | 7     |
| 2013-2014             | KRC Genk                 | Divison 1             | 29          | 11          | 6           | 4               | 2               | 1               | -                 | -                 | -                 | 1          | 0          | 0          | C3                             | 10                             | 5                              | 1                              | PO1                 | 9                   | 1                   | 1                   | 53    | 19    | 9     |
| 2014-2015             | KRC Genk                 | Divison 1             | 2           | 0           | 0           | -               | -               | -               | -                 | -                 | -                 | -          | -          | -          | -                              | -                              | -                              | -                              | PO2                 | -                   | -                   | -                   | 2     | 0     | 0     |
| Sous-total            | Sous-total               | Sous-total            | 158         | 65          | 22          | 19              | 10              | 3               | -                 | -                 | -                 | 2          | 0          | 0          | -                              | 34                             | 18                             | 4                              | -                   | 35                  | 12                  | 6                   | 248   | 105   | 35    |
| 2009-2010             | Cercle Bruges KSV (prêt) | Divison 1             | 11          | 6           | 1           | 6               | 2               | 1               | -                 | -                 | -                 | -          | -          | -          | -                              | -                              | -                              | -                              | PO2                 | 6                   | 0                   | 0                   | 23    | 8     | 2     |
| 2014-2015             | Middlesbrough FC (prêt)  | Championship          | 33          | 7           | 3           | 3               | 1               | 0               | 1                 | 0                 | 0                 | -          | -          | -          | -                              | -                              | -                              | -                              | PO                  | 3                   | 1                   | 0                   | 40    | 9     | 3     |
| 2015-2016             | Burnley FC               | Championship          | 4           | 0           | 1           | -               | -               | -               | 1                 | 0                 | 0                 | -          | -          | -          | -                              | -                              | -                              | -                              | -                   | -                   | -                   | -                   | 5     | 0     | 1     |
| 2015-2016             | Club Bruges KV           | Divison 1             | 22          | 11          | 0           | 5               | 1               | 0               | -                 | -                 | -                 | -          | -          | -          | C1+C3                          | 0+5                            | 0+1                            | 0+0                            | PO1                 | 9                   | 3                   | 2                   | 41    | 16    | 2     |
| 2016-2017             | Club Bruges KV           | Divison 1A            | 30          | 15          | 6           | 1               | 1               | 0               | -                 | -                 | -                 | 1          | 0          | 0          | C1                             | 4                              | 1                              | 1                              | PO1                 | 9                   | 1                   | 1                   | 45    | 18    | 8     |
| 2017-2018             | Club Bruges KV           | Divison 1A            | 23          | 5           | 3           | 4               | 2               | 0               | -                 | -                 | -                 | -          | -          | -          | C1+C3                          | 1+2                            | 0+0                            | 0+0                            | PO1                 | 5                   | 2                   | 1                   | 35    | 9     | 4     |
| 2018-2019             | Club Bruges KV           | Divison 1A            | 10          | 4           | 1           | 1               | 0               | 0               | -                 | -                 | -                 | 1          | 0          | 0          | C1+C3                          | 1+1                            | 0+0                            | 0+0                            | PO1                 | 4                   | 1                   | 0                   | 18    | 5     | 1     |
| 2019-2020             | Club Bruges KV           | Divison 1A            | 2           | 0           | 0           | 0               | 0               | 0               | -                 | -                 | -                 | -          | -          | -          | C1+C3                          | 0                              | 0                              | 0                              | -                   | -                   | -                   | -                   | 2     | 0     | 0     |
| Sous-total            | Sous-total               | Sous-total            | 87          | 35          | 10          | 11              | 4               | 0               | -                 | -                 | -                 | 2          | 0          | 0          | -                              | 14                             | 2                              | 1                              | -                   | 27                  | 7                   | 4                   | 141   | 48    | 15    |
| 2019-2020             | SV Zulte Waregem         | Divison 1A            | 6           | 2           | 0           | -               | -               | -               | -                 | -                 | -                 | -          | -          | -          | -                              | -                              | -                              | -                              | -                   | -                   | -                   | -                   | 6     | 2     | 0     |
| 2020-2021             | SV Zulte Waregem         | Divison 1A            | 29          | 6           | 1           | 1               | 0               | 0               | -                 | -                 | -                 | -          | -          | -          | -                              | -                              | -                              | -                              | -                   | -                   | -                   | -                   | 30    | 6     | 1     |
| 2021-2022             | SV Zulte Waregem         | Divison 1A            | 30          | 17          | 0           | 2               | 1               | 0               | -                 | -                 | -                 | -          | -          | -          | -                              | -                              | -                              | -                              | -                   | -                   | -                   | -                   | 32    | 18    | 0     |
| 2022-2023             | SV Zulte Waregem         | Divison 1A            | 31          | 9           | 2           | 3               | 0               | 0               | -                 | -                 | -                 | -          | -          | -          | -                              | -                              | -                              | -                              | -                   | -                   | -                   | -                   | 34    | 9     | 2     |
| 2023-2024             | SV Zulte Waregem         | Divison 1B            | 26          | 13          | 2           | 3               | 1               | 0               | -                 | -                 | -                 | -          | -          | -          | -                              | -                              | -                              | -                              | PO                  | 2                   | 1                   | 0                   | 31    | 15    | 2     |
| 2024-2025             | SV Zulte Waregem         | Divison 1B            | 24          | 15          | 2           | 3               | 1               | 0               | -                 | -                 | -                 | -          | -          | -          | -                              | -                              | -                              | -                              | -                   | -                   | -                   | -                   | 27    | 16    | 2     |
| 2025-2026             | SV Zulte Waregem         | Divison 1A            | 4           | 1           | 0           | -               | -               | -               | -                 | -                 | -                 | -          | -          | -          | -                              | -                              | -                              | -                              | -                   | -                   | -                   | -                   | 4     | 1     | 0     |
| Sous-total            | Sous-total               | Sous-total            | 150         | 63          | 7           | 12              | 3               | 0               | -                 | -                 | -                 | -          | -          | -          | -                              | -                              | -                              | -                              | -                   | 2                   | 1                   | 0                   | 164   | 67    | 7     |
| Total sur la carrière | Total sur la carrière    | Total sur la carrière | 443         | 176         | 44          | 51              | 20              | 4               | 2                 | 0                 | 0                 | 4          | 0          | 0          | -                              | 48                             | 20                             | 5                              | -                   | 73                  | 21                  | 10                  | 621   | 237   | 63    |

### En sélections nationales
| Saison                | Sélection             | Phases finales        | Phases finales | Phases finales | Phases finales | Éliminatoires CDM | Éliminatoires CDM | Éliminatoires CDM | Éliminatoires EURO | Éliminatoires EURO | Éliminatoires EURO | Matchs amicaux | Matchs amicaux | Matchs amicaux | Total | Total | Total |
| Saison                | Sélection             | Compétition           | M              | B              | Pd             | M                 | B                 | Pd                | M                  | B                  | Pd                 | M              | B              | Pd             | M     | B     | Pd    |
| --------------------- | --------------------- | --------------------- | -------------- | -------------- | -------------- | ----------------- | ----------------- | ----------------- | ------------------ | ------------------ | ------------------ | -------------- | -------------- | -------------- | ----- | ----- | ----- |
| 2008-2009             | Belgique              | Coupe Kirin 2009      | -              | -              | -              | -                 | -                 | -                 | -                  | -                  | -                  | 2              | 0              | 0              | 2     | 0     | 0     |
| 2010-2011             | Belgique              | -                     | -              | -              | -              | -                 | -                 | -                 | 5                  | 2                  | 2                  | 1              | 0              | 0              | 6     | 2     | 2     |
| 2011-2012             | Belgique              | -                     | -              | -              | -              | -                 | -                 | -                 | 0                  | 0                  | 0                  | 2              | 0              | 0              | 2     | 0     | 0     |
| 2012-2013             | Belgique              | -                     | -              | -              | -              | 0                 | 0                 | 0                 | -                  | -                  | -                  | 1              | 0              | 0              | 1     | 0     | 0     |
| 2013-2014             | Belgique              | -                     | -              | -              | -              | -                 | -                 | -                 | -                  | -                  | -                  | 1              | 0              | 0              | 1     | 0     | 0     |
| Total sur la carrière | Total sur la carrière | Total sur la carrière | -              | -              | -              | 0                 | 0                 | 0                 | 5                  | 2                  | 2                  | 7              | 0              | 0              | 12    | 2     | 2     |

### Matchs internationaux
| Matchs internationaux de Jelle Vossen, | Matchs internationaux de Jelle Vossen, | Matchs internationaux de Jelle Vossen,  | Matchs internationaux de Jelle Vossen, | Matchs internationaux de Jelle Vossen, | Matchs internationaux de Jelle Vossen, | Matchs internationaux de Jelle Vossen, | Matchs internationaux de Jelle Vossen,                                  |
| #                                      | Date                                   | Lieu                                    | Adversaire                             | Résultat                               | Compétition                            | Club                                   | Notes                                                                   |
| -------------------------------------- | -------------------------------------- | --------------------------------------- | -------------------------------------- | -------------------------------------- | -------------------------------------- | -------------------------------------- | ----------------------------------------------------------------------- |
| 1                                      | 29 mai 2009                            | Fukuda Denshi Arena, Chiba, Japon       | Chili                                  | N 1 - 1                                | Coupe Kirin 2009                       | KRC Genk                               | Entre en jeu à la place de Geoffrey Mujangi Bia à la 91e minute de jeu. |
| 2                                      | 31 mai 2009                            | Stade olympique national, Tokyo, Japon  | Japon                                  | D 0 - 4                                | Coupe Kirin 2009                       | KRC Genk                               | Entre en jeu à la place de Sébastien Pocognoli à la 69e minute de jeu.  |
| 3                                      | 3 septembre 2010                       | Stade Roi Baudouin, Bruxelles, Belgique | Allemagne                              | D 0 - 1                                | Éliminatoires de l'Euro 2012           | KRC Genk                               | Entre en jeu à la place de Timmy Simons à la 83e minute de jeu.         |
| 4                                      | 8 octobre 2010                         | Astana Arena, Astana, Kazakhstan        | Kazakhstan                             | V 2 - 0                                | Éliminatoires de l'Euro 2012           | KRC Genk                               | Titulaire, écope d'un carton jaune à la 19e minute de jeu.              |
| 5                                      | 12 octobre 2010                        | Stade Roi Baudouin, Bruxelles, Belgique | Autriche                               | N 4 - 4                                | Éliminatoires de l'Euro 2012           | KRC Genk                               | Titulaire et buteur.                                                    |
| 6                                      | 17 novembre 2010                       | Stade central (en), Voronej, Russie     | Russie                                 | V 2 - 0                                | Match amical                           | KRC Genk                               | Entre en jeu à la place de Romelu Lukaku à la 75e minute de jeu.        |
| 7                                      | 29 mars 2011                           | Stade Roi Baudouin, Bruxelles, Belgique | Azerbaïdjan                            | V 4 - 1                                | Éliminatoires de l'Euro 2012           | KRC Genk                               | Titulaire et buteur.                                                    |
| 8                                      | 3 juin 2011                            | Stade Roi Baudouin, Bruxelles, Belgique | Turquie                                | N 1 - 1                                | Éliminatoires de l'Euro 2012           | KRC Genk                               | Entre en jeu à la place de Steven Defour à la 88e minute de jeu.        |
| 9                                      | 11 novembre 2011                       | Stade Maurice-Dufrasne, Liège, Belgique | Roumanie                               | V 2 - 1                                | Match amical                           | KRC Genk                               | Entre en jeu à la place de Kevin Mirallas à la 67e minute de jeu.       |
| 10                                     | 15 novembre 2011                       | Stade de France, Saint-Denis, France    | France                                 | N 0 - 0                                | Match amical                           | KRC Genk                               | Titulaire, remplacé par Kevin Mirallas à la 69e minute de jeu.          |
| 11                                     | 14 novembre 2012                       | Arena Națională, Bucarest, Roumanie     | Roumanie                               | D 1 - 2                                | Match amical                           | KRC Genk                               | Entre en jeu à la place de Steven Defour à la 57e minute de jeu.        |
| 12                                     | 19 novembre 2013                       | Stade Roi Baudouin, Bruxelles, Belgique | Japon                                  | D 2 - 3                                | Match amical                           | KRC Genk                               | Entre en jeu à la place de Romelu Lukaku à la 77e minute de jeu.        |

### Buts internationaux
| Buts internationaux de Jelle Vossen, | Buts internationaux de Jelle Vossen, | Buts internationaux de Jelle Vossen,    | Buts internationaux de Jelle Vossen, | Buts internationaux de Jelle Vossen, | Buts internationaux de Jelle Vossen, | Buts internationaux de Jelle Vossen, | Buts internationaux de Jelle Vossen, | Buts internationaux de Jelle Vossen, | Buts internationaux de Jelle Vossen, |
| #                                    | Date                                 | Lieu                                    | Adversaire                           | Résultat                             | Compétition                          | Détail                               | Détail                               | Détail                               | Cape                                 |
| ------------------------------------ | ------------------------------------ | --------------------------------------- | ------------------------------------ | ------------------------------------ | ------------------------------------ | ------------------------------------ | ------------------------------------ | ------------------------------------ | ------------------------------------ |
| 1                                    | 12 octobre 2010                      | Stade Roi Baudouin, Bruxelles, Belgique | Autriche                             | N 4 - 4                              | Éliminatoires de l'Euro 2012         | 11e                                  | du pied droit                        | 1-0                                  | 5e                                   |
| 2                                    | 29 mars 2011                         | Stade Roi Baudouin, Bruxelles, Belgique | Azerbaïdjan                          | V 4 - 1                              | Éliminatoires de l'Euro 2012         | 74e                                  | du pied gauche                       | 4-1                                  | 7e                                   |

## Palmarès

### En club
|  |  | KRC Genk - Championnat de Belgique (1) : - Champion : 2011 - Vice-champion : 2007 - Coupe de Belgique (2) : - Vainqueur : 2009 et 2013 - Supercoupe de Belgique : - Vainqueur : 2011 - Finaliste : 2009 et 2013 |  | Cercle Bruges KSV - Coupe de Belgique : - Finaliste : 2010 |  | Burnley FC - Championnat d'Angleterre de deuxième division : - Champion : 2016 |  | Club Bruges KV - Championnat de Belgique (3) : - Champion : 2016, 2018 et 2020 - Vice-champion : 2017 et 2019 - Coupe de Belgique : - Finaliste : 2016 - Supercoupe de Belgique (2) : - Vainqueur : 2016 et 2018 - Finaliste : 2015 |  | SV Zulte Waregem - Championnat de Belgique de deuxième division (1) : - Champion : 2025 |

## Vie privée
Jelle Vossen est le fils de Rudi Vossen (nl), également footballeur, actif dans les années 1980 au poste de défenseur.